# Corrida Internacional de São Silvestre de 2017
A Corrida Internacional de São Silvestre de 2017 foi a 93º edição da prova de rua, no dia 31 de dezembro de 2017, no centro da cidade de São Paulo, a prova teve a organização da Fundação Casper Líbero.
A largada do evento foi na Avenida Paulista e a chegada também na Avenida Paulista em frente ao Edifício Cásper Líbero.
No masculino foi vencida por Dawit Admasu e no feminino por Flomena Cheyech Daniel.